# Rio Itapocu
O rio Itapocu é um curso de água do estado de Santa Catarina, no Brasil país localizado na América do Sul . Pertence à bacia hidrográfica secundária sul-sudeste.
Sua nascente está localizada na serra do Mar no município de Corupá.[carece de fontes?]

## Topônimo
O nome "Itapocu" possui várias interpretações segundo a língua tupi, mas as mais aceitas traduções são as três abaixo:
- "Água da pedra estourada", através da junção dos termos itá ("pedra"), pok ("estourar") e  'y  ("água").[1]
- "Pedra comprida", através da junção dos termos itá ("pedra") e puku ("comprido").[1] Seria uma alusão à desembocadura do Rio Itapocu com a Lagoa de Barra Velha e o mar, onde se estende uma longa faixa de areia. Esta barreira natural de areia é a atual praia da península. Esta tradução também poderia ser uma alusão ao salto do Guamiranga em Guaramirim que faz uma barreira natural de pedra no curso do rio;

(tape-puco) - "tape = caminho" e "puco = comprido". Para o português a tradução ficaria assim: "rio por onde se percorre o caminho comprido" (uma alusão ao caminho ou itinerário que os índios guaranis se utilizavam a partir da costa brasileira para entrar pelo interior do continente até ao atual território paraguaio tendo o rio como ponto de referência e conhecido nos tempos antigos como “Peabiru”);
- (tape-kue) - "tape = caminho", "kue = antigo, velho". Para o português a tradução ficaria assim: "rio que é parte do caminho velho ou antigo" ou "rio onde se percorre o caminho velho ou antigo" (uma alusão também ao caminho indígena conhecido como “Peabiru”). Esta última tradução foi baseada no livro da década de 50 do século XX do padre espanhol Antonio Guasch chamado: "El idioma Guaraní";

O pesquisador da cidade de Barra Velha (falecido) José Acácio Borba, colhendo relatos e depoimentos de populares daquela cidade, faz o seguinte comentário sobre a lagoa de Barra Velha e que está relacionado indiretamente com o rio Itapocu. Na época em que os índios botocudos (da nação macro-jê) rondavam as cercanias da foz do rio Itapocu desde os tempos do século XIX, chamaram o local pelo termo Goio Tuié (Goio = água e Tuié = velha), ou seja, "água velha" (uma alusão ao que seria antigamente um canal antigo entre a lagoa de Barra Velha com o mar).[carece de fontes?]
Antigamente, na cartografia espanhola e em algumas publicações históricas desde a época do descobrimento do século XVI até os dias atuais, o rio Itapocu, como primeiro topônimo espanhol, era chamado de "río del Ancon" ou "rio da Enseada", mas, após as expedições dos desbravadores espanhóis por este rio, os cartógrafos da coroa espanhola do século XVII trocaram o nome, tomando, como referências, as descrições feitas pelos desbravadores da coroa espanhola para alguns topônimos e corruptelas de "Ytabucu (Ytabucú), Ytabuca, Yrabuco, Ytabusú, Itabuzú, Ytabucó, Itabuco, Itabucu (Itabucú), Itabuca, Itacumbu, Tabucá, Tapuca (Tapucá), Tabucú, Tabuen, Itaburu (Itáburu), Itabicu, Itapicu, Itapucuru, Itapogú (Ita pogu), Itapecu, Itacumbu, Ytaluca, Y Tanunço, Ytaluan, Ytabuan, Ytanbuan, Itapuen e Itapuan (não confunda as duas últimas palavras topônimas como sendo alusivas a cidade de Itapoá-SC), e na cartografia portuguesa como sendo: G. (Golfo), Baia e río do Repayro ou Repairo (Reparo) e G. (Golfo) de Vegio Maria".
Existe um teoria errônea de que o rio Itapocu seria na cartografia portuguesa como sendo o "rio dos Dragos" (palavra alusiva a dragões, ou seja, naquela época os portugueses descreviam assim alguns répteis como jacarés e lagartos, podendo ser daí a origem deste nome em razão da grande concentração destes répteis as arredores de alguma bacia hidrográfica ou ainda levando em conta a figura mitológica grega chamada "Draco"), mas pesquisas recentes mostram que o "rio ou raía dos Dragos/raía das Índias, raía das Seis/Sete Ilhas ou ainda raía das Bueltas" (nos mapas mais antigos do século XVI), era na verdade sendo todo o complexo hidrográfico da raía da Babitonga como o ranal do Linguado, ragoa do Saguaçú/rio Cachoeira, raía ou ranal do Palmital e até mesmo a raía de Guaratuba no Paraná, conforme estudos detalhados de alguns mapas como por exemplo o Atlas Miller de Lopo Homem e Pedro Reinel de 1519 (a costa brasileira neste mapa era descrito como "Terra Brasilis"), sendo portanto o "G. do Repairo" ou golfo do Reparo (rio logo abaixo do "rio dos Dragos") como sendo o rio Itapocu por causa da faixa estreita do rio na sua foz entre a lagoa do Norte e na Lagoa do Sul que lembrava antigamente (segundo a descrição do nome) um canal ou uma enseada com uma faixa de terra ou areia onde possuía uma desembocadura considerável e de águas calmas, enquanto que a palavra "repairo ou reparo", provavelmente seja o lugar onde se possa fazer alguns reparos em embarcações. O rios Piçarras era chamado na cartografia portuguesa do século XVI como "Santo Bêto".
A comparação dos mapas do século XVII da coroa espanhola de Guilherme Jansenius Blaew intitulado Novus Brasiliae Typu de 1630 e aperfeicoado três anos depois pelo mapa de Henricus Hondius intitulado Accuratissima Brasilia Tabula de 1633 e 17 anos depois revisado por Johannes Jansonius com o mesmo nome Accuratissima Brasilia Tabula de 1650, juntamente com os mapas da coroa portuguesa confeccionados também por Guilherme Jansenius Blaew nos mapas Americare Nova Tabula de 1635 e 1665 e do mapa-mundi intitulado "Globo" de 1640, comprovam que o "río Tapuca" (Itapocu) e o G. (golfo) do Repairo eram o mesmo rio fazendo a comparação dos referidos mapas citados acima.
Não confundam a nomeclatura "G. do Repairo" com a "isla del Riparo", utilizado nos primeiros mapas do século XVI logo abaixo da ilha de Santa Catarina.
A nomenclatura "G. do Reparo" aparece pela primeira vez na cartografia portuguesa no mapa "Terra Brasílis" de Lopo Homem e Pedro Reinel em 1519 (abaixo da nomenclatura "río dos Dragos", mas a confirmação de que o Rio Itapocu seria com a nomenclatura "Repairo" nos mapas portugueses está retratada pelo cartógrafo Holandês chamado Jocodus Hondius em 1608 no mapa "América Noviter Delineata", onde aparece a nomenclatura "C. (cabo ou canal) do Repairo" com as mesmas características traçadas nos mapas da coroa espanhola referente ao "río del Ancon" e também ao "Río Ytabuca e Río Tapucá" nos séculos XVI e XVII.
Na cartografia antiga espanhola do século XVI e alguns mapas do século XVII, antes de adotarem o nome indígena "Ytabuca ou Tapuca", o nome dado pelos desbravadores e cartógrafos espanhóis em relação ao Rio itapocu seria "Río del Ancon", fazendo uma comparação do posicionamento deste rio com os mapas de Abraham Ortélius (1570) e Nicolas de Fer (1698).
Um mapa controverso que faz os cartógrafos dos séculos XVI e XVII e os poucos estudiosos da cartografia da costa catarinense interpretarem diferentemente um dos outros em relação ao nome dado pelos portugueses em relação ao rio Itapocu como sendo "río dos Dragos", seria o mapa de Cornélius de Jode (Brasília Et Perúvia de 1593).
Existem algumas interpretações a respeito sobre onde ficava exatamente o "Rio dos Dragos" nos mapas da cartografia portuguesa do início do século XVI. Quatro historiadores tem opniões diferentes a respeito:
Segundo Eugênio de Castro, o Rio dos Dragos na sua interpretação comparando os mapas antigos portugueses e espanhois do início do século XVI, seria respecitivamente o Canal de Paranaguá e a Baía da Babitonga seria o rio das Voltas (em alguns mapas, aparece a expressão "Baía da Bueltas" na atual Baía da Babitonga).
Segundo Lucas Alexandre Boiteux (historiador catarinense), o rio dos Dragos, na sua interpretação, comparando os mapas antigos portugueses e espanhois do início do século XVI, seria o Canal do Linguado ou Canal de Araquari.
Segundo Padre Manuel Aires de Casal, o rio dos Dragos, na sua interpretação, comparando os mapas antigos portugueses e espanhois do início do século XVI, seria o atual Rio Itapocu.
Segundo João Carlos Mossimann em seu livro: Porto dos Patos (página 159), o Rio Dos Dragos na sua interpretação seria a mesma de Lucas Alexandre Boiteux, porém revisando o texto descrito de Gabriel Soares de Souza, o Rio Itapocuru estaria sendo erroneamente descrito como sendo o a ponta do Jurumirim, um rio um pouco acima do atual estreito em São José, em Sant Catarina e a Baía das Seis Ilhas não seria a descrição da Baía da Babitonga e sim a Enseada das Garoupas ou Porto Belo. O mesmo questiona as léguas levantadas no livro de Gabriel Soares de Souza.

## Características
É formado a partir da junção do rio Novo com o rio Humboldt, no centro urbano da cidade de Corupá e, correndo de oeste para leste, banha também os municípios de Jaraguá do Sul e Guaramirim, desaguando no oceano Atlântico. Seus principais afluentes são: rio Piraí, rio Itapocuzinho e rio Jaraguá.
Entre as cidades de Corupá e Guaramirim, correm, em seu vale, a rodovia BR-280 e a ferrovia FSA-280, que ligam a ilha e a cidade de São Francisco do Sul ao planalto norte (São Bento do Sul, Rio Negrinho e Mafra). Na foz forma a divisa entre os municípios de Barra Velha e Araquari.
A bacia hidrográfica do rio Itapocu possui uma área de 2 930 quilômetros quadrados e o comprimento somado dos seus cursos é de 4 684 quilômetros. O rio Itapocu possui 89 quilômetros de curso d'água.
O rio e vale do Itapocu já eram conhecidos como um atalho por terra para se chegar ao Paraguai pelos desbravadores da coroa espanhola do século XVI com a ajuda dos índios carijós da ilha de Santa Catarina (Florianópolis) e também da Ilha de São Francisco do Sul daquela época (conhecido atualmente como um dos ramais do Caminho do Peabiru, que ligava este itinerário ao tronco principal do Peabiru paranaense). Sabe-se que até pouco mais da metade do século XVI, houve pelo menos seis incursões por terra em direção ao Paraguai e mais quatro ou cinco incursões do Paraguai retornando pelo mesmo caminho até a ilha de Santa Catarina (Florianópolis) e também a ilha de São Francisco do Sul, passando pelo vale do rio Itapocu. Alguns dos principais desbravadores ou expedições da coroa espanhola que passaram pelo vale foram: Aleixo Garcia, Álvar Nuñez Cabeza de Vaca e alguns grupos da expedição de Sanabria (incluindo a adelantada dona Méncia Calderón).
Do século XVII ao século XVIII, sabe-se pouco sobre este rio. Por ele, teriam passados jesuítas e bandeirantes, havendo uma tentativa fracassada de se descobrir jazidas de ouro em alguns pontos do rio.
No século XIX, o rio Itapocu possuía duas desembocaduras na Lagoa do Norte (conforme mostra num mapa do nordeste catarinense confeccionado em 1846 por J. P. de Sá, referente a demarcação das terras da colônia Dona Francisca feitas pelo agrimensor Jerônimo Francisco Coelho e que se encontra no arquivo público de Joinville-SC), este fenômeno de duas ou mais desembocaduras de um rio ao desaguar no mar é chamado de Delta (Δ).
Sobre este tema, a Universidade de Itajaí (Univali), fez um levantamento sobre as condições geológicas e morfológicas na foz do rio Itapocu recentemente (versão em inglês).Itapocu Inlet[ligação inativa]
Este fenômeno comprova que alguns séculos atrás, o rio Itapocu poderia sim ter também a sua desembocadura ou delta também na lagoa do Sul. Este fenômeno da natureza é conhecido como "eustasia", ou seja, o recuo do mar e consequentemente o depósito de sedimentos marinhos.
Um dos pontos mais conhecidos na história e na geografia sobre o rio Itapocu seriam além da foz do rio Itapocu, o salto do Guamiranga e as respectivas confluências dos rios Itapocu com o Itapocuzinho, os rios Itapocu com o Jaraguá e as exuberantes cachoeiras de alguns de seus afluentes.